# Hupacasath

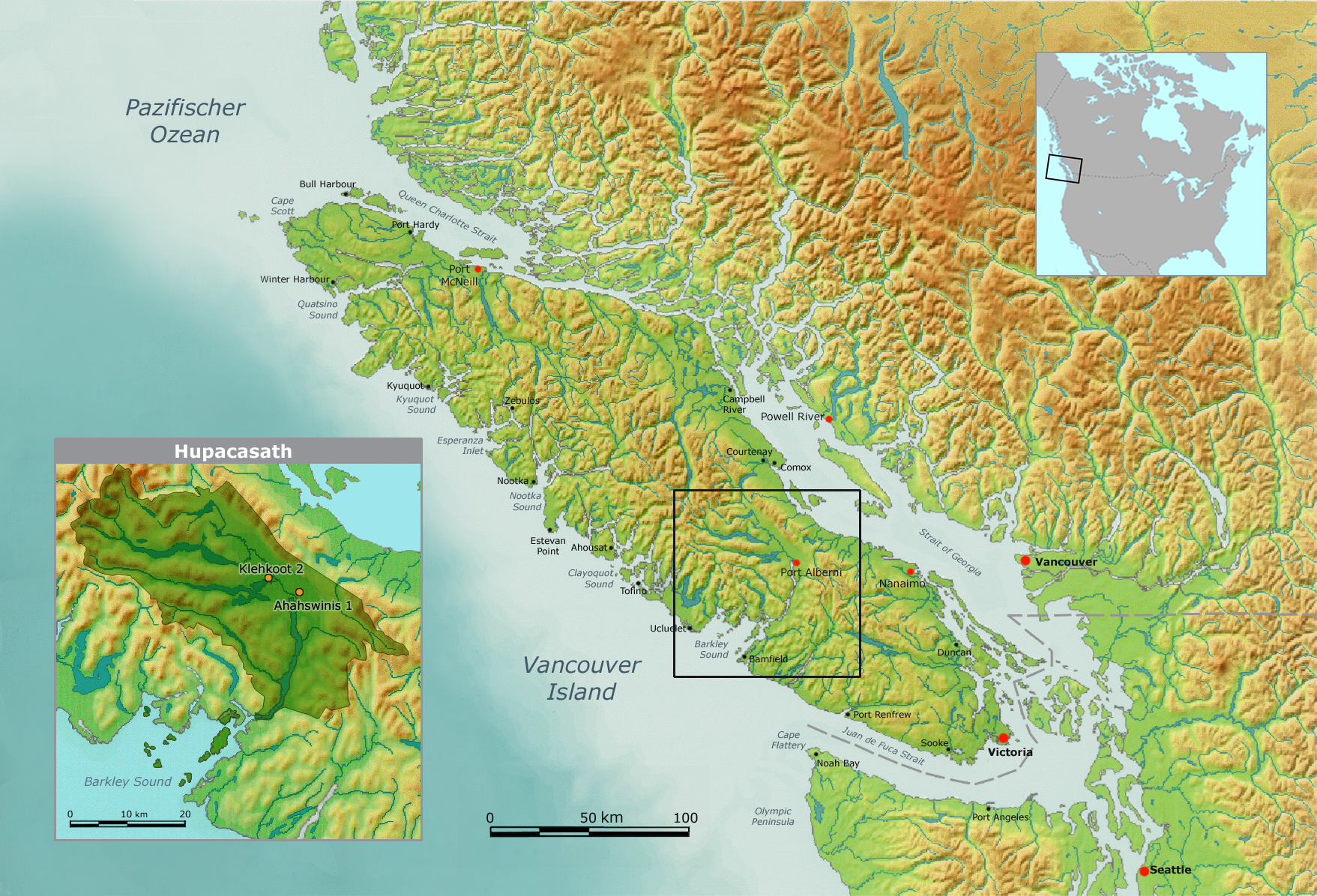
Traditionelles Territorium der Hupacasath und heutige Reservate

Die Hupacasath oder Hupač̓asatḥ (früher auch Opetchesaht) sind kanadische Indianer, die um Port Alberni auf der Vancouver-Insel leben. Sie sprechen Wakash und gehören zu den Nuu-chah-nulth. Sie nennen sich Hupacasath First Nation; gegenüber der Regierung werden die rund 230 Hupacasath vor allem durch den Nuu-chah-nulth Tribal Council vertreten.

## Geschichte
Die heutigen Hupacasath gehen auf drei Ethnien, die Muh-uulth-aht („Leute, die am Berg mit dem verbrannten Gesicht leben“), die Kleh-koot-aht und die Cuu-ma-as-aht (Ahahswinis) („In der Mitte gelichtet“) zurück. Erstere lebten um den Great Central Lake und den Beaver Creek bei den Stamp Falls. Die Cuu-ma-as-ath lebten um Ahahswinis, das nahe am heutigen Ortskern von Port Alberni liegt, genauer zwischen Coleman Creek und Alberni-Kanal. Ihr Dorf lag am Somass River. Die Kleh-koot-aht lebten um den Kleh-koot (Sproat Lake) zwischen Yaaqis (Prairie Farm) und den Sproat Falls, wobei sich ein Sommerdorf am Sproat River befand. Kriegerische Auseinandersetzungen mit verschiedenen Stämmen der Küsten-Salish veranlassten die Stämme bereits im 18. Jahrhundert, sich zusammenzuschließen. Dabei wurde Kanaawis (Kanowish) zum gemeinsamen Häuptling erhoben.
Nachdem 1784 die Journale der Expedition von James Cook veröffentlicht worden waren, begann ein Wettlauf um die Fischotterfelle an der Pazifikküste. Dabei lieferten sich Spanier, Briten und Amerikaner heftige Auseinandersetzungen, die aber vor allem im Nootka Sound stattfanden. Auf der Seite der Nuu-chah-nulth spielten zunächst Wickaninnish und Maquinna die Hauptrollen. Die Seeotter- und dann die Biberpopulationen brachen bis gegen 1830 bzw. 1860 zusammen. 1843 entstand die erste dauerhafte Handelsstation der Hudson’s Bay Company an der Stelle des heutigen Victoria. 1862–1863 wütete an der pazifischen Westküste eine schwere Pockenepidemie, der vermutlich 20.000 Indianer zum Opfer fielen. Wahrscheinlich waren die Hupacasath davon ebenfalls stark betroffen.
1867 kam Vancouver Island zu British Columbia, 1871 zu Kanada. Die Provinz British Columbia übernahm die „Indianerangelegenheiten“, die das Department of Indian Affairs leitete. Zunächst einmal sollten die Ureinwohner verstärkt christianisiert werden. Zudem erhielten die meisten Nuu-chah-nulth-Stämme vom Indian Commissioner Peter O’Reilly zwischen 1881 und 1889 Reservate zugewiesen.
1881 zählte man 59 Opetchesaht (Opetcheset), 1891 66. Von den 59 Hupacasath der Zählung von 1881 gehörten die meisten drei Familien mit 12, 17 und 20 Mitgliedern an. Hinzu kamen zwei Kleinfamilien und ein altes Paar von 66 und 70 Jahren. Der mit 72 Jahren zweitälteste Stammesangehörige war der als „Indian Tribal Chief“ bezeichnete Cannowish, der der mit 17 Mitgliedern zweitgrößten Familie angehörte. Der älteste war Quassoon (74), der der größten Familie angehörte. Als Beschäftigung (occupation) wurde in 16 Fällen „Fischer“ angegeben, in einem Fall „Stammeshäuptling“ (tribal chief), in den meisten Fällen fehlen Angaben. Auffällig ist, dass die Jüngeren kaum noch traditionelle Namen trugen, außer in der Familie Cannowishs, wo auch das jüngste, einjährige Kind mit Tamikis einen traditionellen Namen führte.
In der Zählung von 1891 erscheint als ältester der Häuptling mit einem Alter von 86 (!) Jahren. Seine Familie umfasste nur noch sieben Mitglieder. Der Stamm umfasste inzwischen 11 Familien, offenbar hatte sich die Lebensweise stark verändert. Zudem wurden die Berufsangaben differenzierter, denn nun erschienen 9 Robbenjäger, zwei Häuptlinge – neben Cannowish der 40-jährige Bob, der zur selben Familie gehörte –, ein „General Labourer“ und 6 Fischer.

## Gebietsanspruch
Die Hupacasath beanspruchen das Gebiet um das Ash- und das Elsie-River-System im Nordwesten, ostwärts bis zur Beaufort Range, dann südostwärts bis zum Mount Arrowsmith und zum Labour Day Lake sowie zum Cameron River. Dazu gehören auch der China Creek, der Franklin River, der Corrigan Creek und der Nordteil des Coleman-Creek-Gebiets. Die Südgrenze folgt dem Alberni Inlet zum Handy Creek, dann nordwestwärts zu den Höhen zwischen Henderson Lake und Nahmint Lake. Die Westgrenze bildet das Mündungsgebiet des Sproat Lake und das Gebiet um den Great Central Lake. Die Gesamtfläche beträgt etwa 2.320 km². Dennoch wird dieses Gebiet nicht als ausschließlicher Besitz der Hupacasath betrachtet, wenn andere First Nations nachweisbare Ansprüche haben. Das gilt vor allem für den Anteil am pazifischen Gebiet.
Highway 4, die Haupt-Westostroute auf der mittleren Vancouver-Insel, verläuft durch Hupacasath-Gebiet.

## Reservate
Die Hupacasath besitzen fünf Reservate, von denen nur die ersten beiden bewohnt sind: Ahahswinis 1 (37 ha), Klehkoot 2 (116 ha), Cous 3 (53 ha), Chuchakacook 4 (2 ha) und Nettle Island 5 (10 ha). Hauptreservat ist Ahahswinis, das auf dem Verwaltungsgebiet der Stadt Port Alberni liegt. Klehkoot liegt 2,2 km westlich der Stadt. Während Nettle Island zum Pacific Rim National Park gehört, liegen die beiden übrigen Reservate 20 und 30 km südlich von Port Alberni.
2001 lebten 127 Hupacasath im Reservat, davon 113 in Ahahswinis und 14 in Klehkoot. Insgesamt betrachten sich etwa 230 Menschen als Angehörige dieser First Nation. Da ihre Zahl relativ schnell wächst, ist absehbar, dass in wenigen Jahren die Reservate zu klein sein werden.

## Politische Situation
Wie andere First Nations, so fordern auch die Hupacasath ihr ursprüngliches Gebiet zurück. Außerdem versuchen sie ein eigenständiges Regierungs- und Verwaltungssystem zu entwickeln, gehen aber bisher nicht so weit, wie etwa die Tla-o-qui-aht, die eine Rückkehr zum traditionellen Herrschaftssystem begonnen haben. Zu diesem Zweck entwickeln die Hupacasath derzeit ein Handbuch.
Der Stamm hat sein Gebiet in 29 Regionen unterteilt, die drei Kategorien zugeordnet werden: kulturell wichtige Gebiete, natürliche Ressourcen, derzeitige Nutzungen, wie Gebäude, Straßen usw. Jedem der 29 Gebiete werden nun Ziele zugeordnet, wobei einige jedem wirtschaftlichen Zugriff, außer sehr zurückhaltendem Tourismus, entzogen werden sollen. Andere sollen weiterhin einer behutsamen Holzindustrie dienen, dazu kommen Einnahmen aus dem Tourismus.
Dieser Land Use Plan von 2003 wurde in einer zweiten Entwicklungsstufe erweitert. Phase 1 sah die Feststellung der für den Stamm bedeutenden Werte, die Zuordnung zu den Regionen, dazu eine Abstufung der Schutzbedürftigkeiten und schließlich Prioritäten beim Umgang mit diesen Werten vor. Die Formulierung wurde bewusst so neutral gewählt, um neben kulturellen auch natürliche Ressourcen, aber auch spirituelle Werte und Zusammenhänge erfassen zu können. Dabei beanspruchen die Hupacasath nicht nur den Schutz ihrer Culturally Modified Trees, wie er seit einigen Jahren im Schutzgesetz für die historischen Stätten vorgesehen ist, sondern auch Konsultationspflicht. Darüber hinaus sollen die Bäume nicht dadurch gefährdet werden, dass der sie umgebende und Schutz vor Stürmen bietende Wald abgeholzt wird. So sieht Phase 2 eine Schutzzone von mindestens 20 bis 30 m vor.
Ende 2005 wurde zudem das China Creek Hydroelectric Project abgeschlossen, ein Wasserkraftwerk, das Strom für 6.000 Haushalte (zwei Turbinen mit zusammen 6,4 Megawatt) liefert. Dazu wurde Upnit gegründet, eine Gesellschaft, an der die Hupacasath 72,5 % halten. Die Ucluelet First Nation hält 10 %, dazu kommt die in Vancouver ansässige Synex Energy mit 12,5 %, schließlich Port Alberni mit 5 %.
2006 begann die Wiederherstellung des Ash River, um dort wieder Lachse anzusiedeln. Auch der Elsie Lake soll auf diese Art nach den Verlusten durch Holzeinschlag und den Bau eines Damms durch BC Hydro wieder als natürliche Ressource schonend genutzt werden. Es wurde vom Bridge Coastal Restoration Program (BCRP) unterstützt. Leitender Manager ist Al Ross (Kaa-nowsh), Erbhäuptling ((Ha'wiih)) der Hupacasath, der bereits Fischwächter bei den benachbarten Tseshaht war.
Noch im selben Jahr forderte der Oberste Gerichtshof die kanadische Regierung auf, Beratungen „von Regierung zu Regierung“ (from government to government) mit den Hupacasath aufzunehmen. Die großen Holzfällergesellschaften hatten 2004 versucht, ohne Rechtsgrundlage beinahe 700 km² Waldgebiet abzuholzen. Ohne Beratungen mit den First Nations darf so nicht mehr verfahren werden. Im Dezember 2005 hatte die Richterin am Obersten Gerichtshof von British Columbia, Lynn Smith, die Privatisierung von 70.300 ha Wald (Tree Farm License 44) abgelehnt, und zwar gegen den Forstminister und die von ihm unterstützte Holzgesellschaft Brascan. Brascan hatte seit Anfang des Jahres für mehr als 2 Milliarden Dollar Waldgebiete gekauft, überwiegend von Weyerhaeuser. Schon Weyerhaeuser hatte zahlreiche Mitarbeiter entlassen, der neue Besitzer arbeitete überwiegend mit Sub-Unternehmen und ohne gewerkschaftliche Beteiligung – unter dem Namen Island Timberlands. Dahinter steht Brookfield, doch das Unternehmen erwähnte die Niederlage vor Gericht auf seiner Website mit keinem Wort. Das Gericht monierte vor allem, dass die betroffenen Stämme nicht konsultiert worden waren.
Ende März 2007 unterzeichnete die kanadische Regierung und die der Hupacasath ein Abkommen, das die Ansprüche der First Nation im Grundsatz anerkennt. Außerdem fand sich die kanadische Regierung dazu bereit, den begonnenen Entwicklungsweg auch mit Geldmitteln zu unterstützen. Im September 2007 gab die Regierung zudem die Unterstützung für das Tsu-ma-as Transformation Centre bekannt, in dem die Kultur und Geschichte der First Nations um Port Alberni dokumentiert, unterrichtet und publiziert werden sollte.
Judith Sayers, gewählter Häuptling, sitzt seit 2007 im Vorstand von Tourism British Columbia, und ist Präsidentin der Unit Power Corporation. Zudem spielt sie beim Aufbau des Tourismusprojekts Tsu-ma-uss Transformation Society eine führende Rolle.
2008 vereinbarte der Stamm mit der Regierung der Provinz, bis 2010 zu einem Vertragsabschluss zu kommen. Außerdem erhielt der Stamm 550.000 Dollar vom BC Ministry of Aboriginal Relations and Reconciliation und vom BC Integrated Land Management Bureau, um seine Ökostromprojekte und die Wiederherstellung der natürlichen Umgebung voranzutreiben.
Anlässlich der Vorbereitung für die Winterspiele in Vancouver 2010 übernahm Juliann Hamilton die Olympische Flamme von den Tseshaht. Auf einem rund 13 m langen Kriegskanu ruderten Angehörige der beiden Stämme aus dem Hafen von Port Alberni.

## Erhalt der Sprache
2006 sprachen nur noch fünf Hupacasath (Hupač̓asatḥ) den Barclay-Dialekt der Nuučaan̓uɫ-Sprache, einige andere verstanden die Sprache. Jessie Hamilton (geb. 1923) dokumentiert seit Jahren die Hupacasath-Sprache. Dazu gehören Bücher, Videoaufnahmen und Tonbänder. Außerdem entwickelte sie ein Curriculum zum Erlernen der Sprache. Sie war als Tochter des Erbhäuptlings Dan Watts einer der ersten weiblichen Häuptlinge. Sie gilt als größte Kennerin der Geschichte, der Ortsnamen, der Rituale ihres Stammes. Seit wenigen Monaten gibt es ein Kinderbuch in ihrer Sprache (s. Literatur).